# مسجد عبد الحمید
مسجد عبد الحمید مربوط به دوره قاجار است و در شهرضا، میدان مولوی، کوچه حمیدی واقع شده و این اثر در تاریخ ۱۹ مرداد ۱۳۸۴ با شمارهٔ ثبت ۱۲۹۶۴ به‌عنوان یکی از آثار ملی ایران به ثبت رسیده است.